# KNVB Beker 1899/00
De KNVB Beker 1899/1900 was de tweede editie van dit voetbaltoernooi.
Velocitas Breda werd bekerwinnaar door Leidsche Cricket- en Football-Club Ajax in de finale met 3-1 te verslaan. Het werd hiermee opvolger van RAP Amsterdam dat de eerste editie won.

## 1e ronde

### District I
| Datum            | Thuis                  | Uitslag(en) | Uit               |
| ---------------- | ---------------------- | ----------- | ----------------- |
| 5 november 1899  | Quick (Amsterdam)      | 3-1         | Swift (Amsterdam) |
| 5 november 1899  | RAP Amsterdam          | 2-1         | EDO (Amsterdam)   |
| 5 november 1899  | Volharding (Amsterdam) | 3-3 nv      | USV Hercules      |
| 12 november 1899 | Volharding (Amsterdam) | 5-0*        | USV Hercules      |

* USV Hercules kwam niet opdagen.

AVV (Amsterdam) vrijgeloot.

### District II
| Datum           | Thuis                | Uitslag(en) | Uit                   |
| --------------- | -------------------- | ----------- | --------------------- |
| 5 november 1899 | HVV (Den Haag)       | 5-2         | HBS                   |
| 5 november 1899 | Concordia (Delft)    | 0-4         | Haarlem               |
| 5 november 1899 | Neptunus (Rotterdam) | 1-0         | Celeritas (Rotterdam) |

Ajax Leiden vrijgeloot.

### District III
| Datum           | Thuis           | Uitslag(en) | Uit                    |
| --------------- | --------------- | ----------- | ---------------------- |
| 5 november 1899 | Velocitas Breda | 8-0         | BVV (Breda)            |
| 5 november 1899 | D.F.C.          | 1-4         | Rapiditas (Rotterdam)  |
| 5 november 1899 | Sparta          | 7-0         | Volharding (Rotterdam) |

Olympia (Middelburg) vrijgeloot.

### District IV
| Datum           | Thuis                 | Uitslag(en) | Uit                   |
| --------------- | --------------------- | ----------- | --------------------- |
| 5 november 1899 | Quick 1888            | 1-1 nv      | Go Ahead (Wageningen) |
| 3 december 1899 | Go Ahead (Wageningen) | 3-1         | Quick 1888            |

PW, Vitesse en UD vrijgeloot.

## 2e ronde
| Datum            | Thuis                  | Uitslag(en) | Uit                  |
| ---------------- | ---------------------- | ----------- | -------------------- |
| 10 december 1899 | Volharding (Amsterdam) | 0-2         | RAP Amsterdam        |
| 10 december 1899 | Quick (Amsterdam)      | 1-0         | AVV (Amsterdam)      |
| 10 december 1899 | Neptunus (Rotterdam)   | 0-5         | Ajax Leiden          |
| 10 december 1899 | Haarlem                | 2-6         | HVV (Den Haag)       |
| 10 december 1899 | Rapiditas (Rotterdam)  | 1-3         | Velocitas Breda      |
| 10 december 1899 | Sparta                 | 5-0*        | Olympia (Middelburg) |
| 10 december 1899 | Go Ahead (Wageningen)  | 3-1         | Vitesse              |
| 10 december 1899 | PW                     | 1-3         | UD                   |

* Olympia (Middelburg) kwam niet opdagen.

## 3e ronde
| Datum           | Thuis           | Uitslag(en) | Uit                   |
| --------------- | --------------- | ----------- | --------------------- |
| 14 januari 1900 | Sparta          | 3-1         | Go Ahead (Wageningen) |
| 14 januari 1900 | Ajax Leiden     | 2-1         | RAP Amsterdam         |
| 14 januari 1900 | Velocitas Breda | 3-2         | HVV (Den Haag)        |
| 14 januari 1900 | UD              | 2-0         | Quick (Amsterdam)     |

## Halve finales
| Datum            | Thuis           | Uitslag(en) | Uit    | Speelstad |
| ---------------- | --------------- | ----------- | ------ | --------- |
| 18 februari 1900 | Velocitas Breda | 2-1         | Sparta | Den Bosch |
| 25 februari 1900 | Ajax Leiden     | 2-1         | UD     | Hilversum |

## Finale
| Datum        | Winnaar         | #beker | Uitslag | Finalist    | Speelstad |
| ------------ | --------------- | ------ | ------- | ----------- | --------- |
| 1 april 1900 | Velocitas Breda | 1      | 3-1     | Ajax Leiden | Rotterdam |